# 江苏警官学院
江苏警官学院，原南京市公安学校、江苏省公安学校、江苏公安专科学校、江苏省人民警察学校、江苏省司法学校，曾为全国第一所公安专科学校，现为公安政法类本科院校。
自2004年起增挂江苏公安管理干部学院牌，下设江苏省公安派出所长学校、江苏省公安刑警队长学校、江苏省公安交巡警队长学校。目前拥有普通高校本科、专科专业，成人教育本科、专科专业。
学院由位于南京安德门的本部与龍潭校区、浦口校区组成，总建筑面积16.4万平方米。

## 历史沿革[1]
- 1949年6月，成立南京市公安学校；
- 1953年8月，更名江苏省公安学校；
- 1978年8月，文化大革命后恢复教學；
- 1982年10月，成立江苏公安专科学校，为全国第一所公安专科学校；
- 1998年9月，合并江苏省人民警察学校；
- 2000年6月，合并江苏省司法学校；
- 2002年3月，成立江苏警官学院；
- 2004年3月，增挂江苏公安管理干部学院。

## 院系设置
- 公安管理系
- 治安管理系
- 侦查系
- 公安科技系
- 法律系
- 思想政治理论教研部
- 警察体育教研部（警务指挥与战术系）
- 计算机信息与网络安全系